# Johan Christopher Nordenheim
Johan Christopher Nordenheim (före 1719 Heyne), död 27 maj 1740, var en svensk läkare och barnmorskelärare.
Jochan Christopher Heyne var son till hovbarberaren Michael Heyn. Som barberare arbetade fadern även med kirurgi och han fick som barn hjälpa fadern i hans arbete. 1696 blev han student vid Uppsala universitet där han studerade medicin till han med utbrottet av Stora nordiska kriget blev fältmedicus och följde den svenska armén under fälttåget i Själland och i Baltikum fram till 1702. Han erhöll därefter ett resestipendium för att kunna fortsätta sina medicinstudier och efter disputation vid Uppsala universitet 1702 begav han sig till universitetet i Harderwijk där han 1704 med medicine doktor. Efter återkomsten till Sverige blev han anställd som översättare hos Urban Hjärne. Denne såg Heyne som en tänkbar efterträdare som föreståndare för Laboratorium Chemicum i Uppsala och sedan 1706 inkallas som fältmedicus vid armén i Kurland lyckades Hjärne befria honom från sysslan för att hjälpa honom i hans laboratorium. Senare kom dock Urban Hjärne att döma ut hans kunskaper om tjänliga mineralvatten och hävda att Heyne endast tillgodogjort sig grunderna i proberandet av mineralvatten. Samma år blev han praktiserande läkare och ledamot av Collegium medicum. 1707 blev Heyne brunnsläkare vid Viksbergs gård och var 1708-1712 intendent och brunnsläkare vid Vårby källa. I samband med pestens utbrott i Stockholm var han initiativtagare till inrättandet av en pestkommission i staden. Vintern 1710-1711 verkade han i Arboga dit rådet flytt undan pesten. Han utarbetade här ett memorial om pestens bekämpande, som dock kom att dömas ut som överflödigt. 1716-1719 var han intendent och brunnsläkare vid Sätra brunn. I samband med Karl XII:s vistelse i Lund 1717 inbjöds Heyne att disputera för kungen. 1719 blev han assessor i Collegium medicum och adlades samma år och antog då namnet Nordenheim. Han blev 1723 livmedicus och efterträdde 1724 Johan von Hoorn som barnmorskelärare. I samband med det författade han en skrift om hus barnamörderskor skall förhöras och en skrift om följdsjukdomar till barnmässlingen. 